# Joe Trohman
Joseph Mark "Joe" Trohman (rođen 1. rujna 1984.), američki je pjevač, tekstopisac, glazbeni producent i glazbenik. Najpoznatiji je kao gitarist čikaškog pop punk sastava Fall Out Boy te kao vodeći gitarist heavy metal supergrupe The Damned Things.
Fall Out Boy su iz underground scene dospjeli do broja jedan na listi US Billboard 200 sa svojim albumom iz 2007. Infinity on High. Tijekom stanke The Damned Thingsa, Trohman i Josh Newton su formirali grupu With Knives koja je izdala svoj debi EP "Schadenfreude" u travnju 2012. s Trohmanom kao vodećim vokalom i gitaristom. Izdana je preko izdavačke kuće Son Of Man čiji je suvlasnik Trohman. With Knives je imao kratku turneju nakon čega je objavljena pauza s projektom. 4. veljače 2013. Fall Out Boy su najavili povratak s novim albumom, singlom i turnejom.

## Rani život
Sin kardiologa, Trohman je rođen u Hollywoodu, Florida. Odrastao je u South Russellu, prije nego što se njegova obitelj preselila u Chicago. Njegova obitelj je židovska, iako je napomenuo u intervjuu za JVibe: "Mislim da smo bili više bili židovi kulturno nego što smo bili religiozno, jer nakon bar micve mog brata, prestali smo ići na sinagoge u cijelosti." Trohman i basist Fall Out Boya Pete Wentz su pohađali srednju školu New Trier u Winnetki. Trohman je svirao bas s Wentzom u sastavu Arma Angelus.

## Privatni život
Trohman skuplja gitare i ima svoj vlastiti model gitare Joe Trohman Telecaster koju je izradio Squier Guitars by Fender. On je također Star Wars entuzijast, za starwars.com je rekao: "Ja još uvijek skupljam tone akcijskih figurica. Moj stan je 95% ispunjen Star Wars igračkama."
Trohmanova kuća u Chicagu je 2007. prikazana u epizodi MTV Cribsa.